# Saturnia casparii
Saturnia casparii är en fjärilsart som beskrevs av Frings. 1906. Saturnia casparii ingår i släktet Saturnia och familjen påfågelsspinnare. Inga underarter finns listade.